# Mendeleev (månkrater)
För andra betydelser, se Mendeleev.
Mendeleev är en nedslagskrater på månen. Mendeleev har fått sitt namn efter den ryske kemisten Dmitrij Mendelejev.

## Satellitkratrar
| Mendeleev | Latitud | Longitud | Diameter |
| --------- | ------- | -------- | -------- |
| P         | 2.7° N  | 139.4° Ö | 29 km    |